# Анти-Пинкертоновский закон
Анти-Пинкертоновский закон, или Закон против Пинкертона (англ. Anti-Pinkerton Act) — закон США, принятый Конгрессом 3 марта 1893 года, чтобы ограничить возможности федерального правительства нанимать частных детективов или наёмников. Данный закон содержится в статье 3108 5-го раздела Кодекса США и направлен на конкретное ограничение правительства Соединённых Штатов в найме сотрудников детективного агентства Пинкертона и подобных ему организаций.
В первом опубликованном судебном деле, трактующем данный закон, в 1977 году, было показано, что цель закона относилась к конкретному периоду. Оно запрещало найм охраны военного типа и сотрудников агентства Пинкертона в контексте штрейкбрехинга (в частности на Гомстедской стачке 1892 года), и, следовательно, «имеет малое применение» к нынешней организации.

## Содержание закона
В дальнейшем ни один сотрудник Детективного агентства Пинкертона или аналогичной организации не может быть нанят на государственную службу или правительством округа Колумбия.
Оригинальный текст (англ.)That hereafter no employee of the Pinkerton Detective Agency, or similar agency, shall be employed in any Government service or by any officer of the District of Columbia.